# Alydus calcaratus
Alydus calcaratus је врста која припада реду Hemiptera (риличари) и подреду Heteroptera (стенице).

## Распрострањење
Врста има холарктичку дистрибуцију у распону од Британских острва скоро широм Европе до источног Сибира и Кине. Ово је једина врста у породици у северним деловима централне Европи ван Алпа.
У Србији се среће од низијских подручја до висина до 1600 метара надморске висине.

## Станиште
Станишта су суви травњаци, пешчане дине.

## Опис
A. calcaratus је велика (10-12 мм), дугуљаста врста, углавном црнкасте боје. Глава је широка као пронотум, задњи углови пронотума су заобљени. Задња нога мужјака је задебљана. Као и код свих других врста из породице (Alydidae), антене имају четири сегмента, од којих је четврти сегмент закривљен. Тело је црнкасто, доњи део абдомена има светлонаранџасту мрљу која је видљива само у лету.

## Биологија
Врста је фитофаг, имаго и нимфе се хране углавном семеном различитих врста махунарки (Fabaceae), посебно врстама из родова Sarothamnus, Cytisus,Genista и Ulex. Уочена је и исхрана лешевима и фекалијама кичмењака. 
У Немачкој имаго се може видети најраније од средине или краја јуна, већином се јавља почетком августа до средине септембра, последња посматрања су у октобру. Парење је од јула до септембра, нимфе су пронађене од маја до августа.

## Синоними
- Cimex calcaratus Linnaeus